# Filtri digitali a onda
I filtri digitali ad onda o WDF (Wave Digital Filters) sono uno
strumento matematico per l'integrazione di sistemi di equazioni differenziali
descriventi reti elettriche a costanti concentrate.
La teoria è stata sviluppata principalmente da Alfred Fettweiss alla fine degli anni sessanta del XX secolo e compare per la prima volta nell'articolo Digital filters related to classical structures [1].
Il componente elementare di una rete elettrica è il bipolo, un oggetto a due terminali per cui è possibile definire due segnali coniugati, corrente e tensione. La relazione tra corrente e tensione è regolata dall'impedenza.
Nel dominio Z abbiamo:
| {\displaystyle V(z)=Z(z)\cdot I(z)} | {\displaystyle (1)} |

Il nucleo della teoria dei filtri digitali ad onda è di integrare sistemi di equazioni differenziali, anche molto complessi, decomponendoli in sottounità elementari (i bipoli nel caso di reti elettriche), regolate da relazioni del più basso ordine  possibile.
A questo scopo non è però possibile utilizzare i segnali corrente e tensione, perché non si  può, nel discreto, scrivere relazioni in cui V[n] sia indipendente da I[n] o viceversa (dove n è l'ennesimo intervallo di campionamento). L'impossibilità di eliminare la dipendenza istantanea tra corrente e tensione impedisce la realizzazione di un algoritmo risolutivo dell'equazione alle differenze finite.

## Bipoli
La soluzione al problema della dipendenza istantanea tra corrente e tensione è quella di introdurre due nuovi segnali di
ingresso-uscita che chiameremo A e B, tali che:
| {\displaystyle B(z)=\Gamma (z;\rho )A(z)} | {\displaystyle (2)} |

Con:
Infatti se:
con pochi e semplici passaggi la (1) può essere scritta come la (2). Il termine {\displaystyle \Gamma (z;\rho )} è detto coefficiente di riflessione e gioca per A e B lo stesso ruolo che gioca Z per V ed I.
{\displaystyle \rho } è un parametro libero, la sua scelta opportuna permette di scrivere relazioni tra A e B per i bipoli passivi tali che b[n] sia indipendente da a[n]. Tali relazioni sono elencate di seguito per resistenza, capacità induttanza e generatore resistivo.

### Resistenza
L'impedenza è ovviamente:
Scegliendo {\displaystyle \rho =R} si ottiene:

### Condensatore
Usando la trasformazione bilineare:
si ottiene per la trasformata {\displaystyle {\mathcal {Z}}} dell'impedenza:
da cui scegliendo {\displaystyle \rho ={\frac {T_{c}}{2C}}} :

### Induttanza
Seguendo lo stesso ragionamento fatto per il condensatore abbiamo:

### Generatore resistivo
La relazione tra tensione ai capi del bipolo e corrente di ramo sarà:
scegliendo come per la resistenza {\displaystyle R=\rho } otteniamo:

## Adattatori
Il bipolo è un elemento a una porta; quando si connettono due porte 1 e 2, ad esempio due bipoli, si ha {\displaystyle a_{1}=b_{2}} e {\displaystyle b_{1}=a_{2}} se e solo se {\displaystyle \rho _{1}=\rho _{2}}. Se però la scelta delle impedenze di porta non è
libera, sarà necessario inserire tra le due porte un elemento che adatti le impedenze.
L'adattatore è l'elemento (a n porte) che adatta le impedenze e gestisce le connessioni tra i bipoli in
base alla loro connessione topologica. Le posizioni topologiche necessarie per descrivere ogni tipo di rete elettrica sono due: serie e parallelo.

### Serie

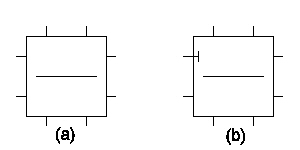
Fig. 1: Rappresentazione simbolica dell'adattatore serie di un filtro digitale ad onda.
(a) Senza porta priva di riflessione
(b) Con porta priva di riflessione

Dalle Leggi di Kirchhoff, per N bipoli connessi in serie si ha:
siano ora {\displaystyle {\tilde {a}}_{k}} e {\displaystyle {\tilde {b}}_{k}} le variabili d'onda del bipolo connesso alla {\displaystyle k^{esima}} pora dell'adattatore, si possono definire le variabili d'onda di tale porta:
tali che se {\displaystyle \rho _{k}={\tilde {\rho }}_{k}\quad \Rightarrow \quad a_{k}={\tilde {a}}_{k},\quad b_{k}={\tilde {b}}_{k}\qquad \forall k.}
Con pochi passaggi si arriva a scrivere per l'adattatore serie:
Notiamo che se {\displaystyle \rho _{k}>0\quad \forall k\quad \Rightarrow \sum _{k=1}^{N}\gamma _{k}=2}, allora se ad esempio
| {\displaystyle \rho _{1}=\sum _{k=2}^{N}\rho _{k}} | {\displaystyle (3)} |

possiamo scrivere:
{\displaystyle \gamma _{1}=1\qquad \gamma _{k}={\frac {\rho _{k}}{\rho _{1}+\rho _{2}+\ldots +\rho _{N}}}\quad k\neq 1}
| {\displaystyle b_{1}=-(a_{2}+a_{3}+\ldots +a_{N})} | {\displaystyle (4)} |

La (4) mostra che quando è valida la (3) l'uscita della porta 1 non dipende istantaneamente dal suo ingresso, ovvero la porta 1 è detta priva di riflessione istantanea.

### Parallelo

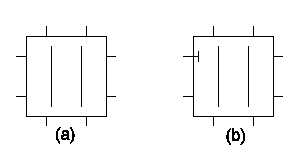
Fig. 2: Rappresentazione simbolica dell'adattatore parallelo di un filtro digitale ad onda.
(a) Senza porta priva di riflessione
(b) Con porta priva di riflessione

Quando N bipoli sono connessi in parallelo abbiamo:
Seguendo lo stesso ragionamento fatto per gli adattatori serie possiamo scrivere:
Dove {\displaystyle g_{k}=\rho _{k}^{-1}} è l'inverso dell'impedenza della {\displaystyle k^{esima}} porta.
Anche per l'adattatore parallelo se  {\displaystyle g_{k}>0\quad \forall k\quad \Rightarrow \sum _{k=1}^{N}\gamma _{k}=2}, e quindi se:
Otteniamo:
| {\displaystyle b_{1}=\gamma _{2}a_{2}+\gamma _{3}a_{3}+\ldots +\gamma _{N}a_{N}} | {\displaystyle (5)} |

### Porte prive di riflessione
Come mostrato dalle (4) e (5) quando l'impedenza di una delle porte è libera e {\displaystyle \rho _{k}>0\quad \forall k}, un adattatore (serie o parallelo) può avere una (ed una sola) porta priva di riflessione. La possibilità di costruire adattatori con porta priva di riflessione è fondamentale, infatti il tema centrale della teoria dei filtri digitali ad onda è l'eliminazione di cicli a ritardo nullo, che sarebbe impossibile se ad esempio si dovessero connettere tra loro due adattatori.
Il problema si risolve impostando una delle due porte che connettono due adattatori come priva di riflessione.

## Utilizzo
La teoria dei filtri digitali ad onda può essere utilizzata per implementare la simulazione di una larga categoria di reti elettriche; attive o passive, lineari o non lineari . Inoltre si possono simulare tutti quegli eventi descritti da equazioni differenziali uguali a quelle di un circuito elettrico, ad esempio, utilizzando l'Analogia elettromeccanica, il moto di una massa collegata ad una molla (è descritto dalle stesse equazioni di un circuito rlc serie). I filtri digitali ad onda sono particolarmente indicati per simulare sistemi complessi grazie a notevoli caratteristiche quali la modularità e l'ottima  stabilità rispetto alla quantizzazione dei segnali ed all'overflow.